# 304.ª Divisão de Infantaria (Alemanha)
A 304ª Divisão de Infantaria (em alemão:304. Infanterie-Division) foi uma unidade militar que serviu no Exército alemão durante a Segunda Guerra Mundial.

## Comandantes
| Comandante                      | Data                                            |
| ------------------------------- | ----------------------------------------------- |
| Generalleutnant Heinrich Krampf | 15 de novembro de 1940 - 16 de novembro de 1942 |
| Generalmajor Ernst Sieler       | 16 de novembro de 1942 - 1 de fevereiro de 1943 |
| Oberst Alfred Philippi          | 1 de fevereiro de 1943 - 1 de março de 1943     |
| Generalleutnant Ernst Sieler    | 1 de março de 1943 - 30 de agosto de 1943       |
| Oberst Norbert Holm             | 30 de agosto de 1943 - outubro de 1943          |
| Generalleutnant Ernst Sieler    | outubro de 1943 - 8 de maio de 1944             |
| Generalmajor Gustav Hundt       | 8 de maio de 1944 - 9 de agosto de 1944         |
| Generalleutnant Ernst Sieler    | 9 de agosto de 1944 - janeiro de 1945           |
| Generalmajor Ulrich Liß         | 10 de janeiro de 1945 - 22 de janeiro de 1945   |
| Oberst Friedrich Krüger         | fevereiro de 1945 - abril de 1945               |
| Oberst Robert Bader             | 6 de abril de 1945 - 17 de abril de 1945        |

## Oficiais de operações
| Oberstleutnant Hans-Ulrich von Oertzen | 21 de outubro de 1942-Dec 1942             |
| Oberstleutnant Eberhard Einbeck        | 25 de novembro de 1942-20 de março de 1944 |
| Major Gerd von Koblinski               | 25 de maio de 1944-maio de 1945            |

## Área de operações
| Alemanha                   | novembro de 1940 - abril de 1941 |
| Bélgica                    | abril de 1941 - dezembro de 1942 |
| Frente Oriental, setor sul | dezembro de 1942 - julho de 1944 |
| Polônia & Checoslováquia   | julho de 1944 - maio de 1945     |